# Motore a M
Il motore a M è un motore a combustione interna caratterizzato dalla disposizione a ventaglio a W rovesciata dei cilindri.
Le bancate trovano posto nella parte inferiore del basamento motore, mentre l'albero è situato nella parte superiore.

## Esempi
- Reggiane RE 103, prototipo di motore aeronautico a 18 cilindri.